# Bordj el Kebir
Bordj el Kebir (àrab: البرج الكبير, al-Burj al-Kabīr, ‘Castell Gran’; برج الغازي مصطفى, Burj al-Ḡāzī Muṣṭafà, ‘Castell d'al-Ghazi Mustafa’; حصن الغازي مصطفى, Ḥiṣn al-Ḡāzī Muṣṭafà, ‘Fortalesa d'al-Ghazi Mustafa’, o الحصن الإسباني, al-Ḥiṣn al-Isbānī, ‘Fortalesa Espanyola’) és una fortalesa otomana de la ciutat de Mahdia a Tunísia, construïda el 1595 durant el govern d'Abu Abdallah Mohammad Pasha, a la vora de Ras Ifriqya, ocupant una part de la península. Els bastions de les cantonades foren afegits al segle xviii.

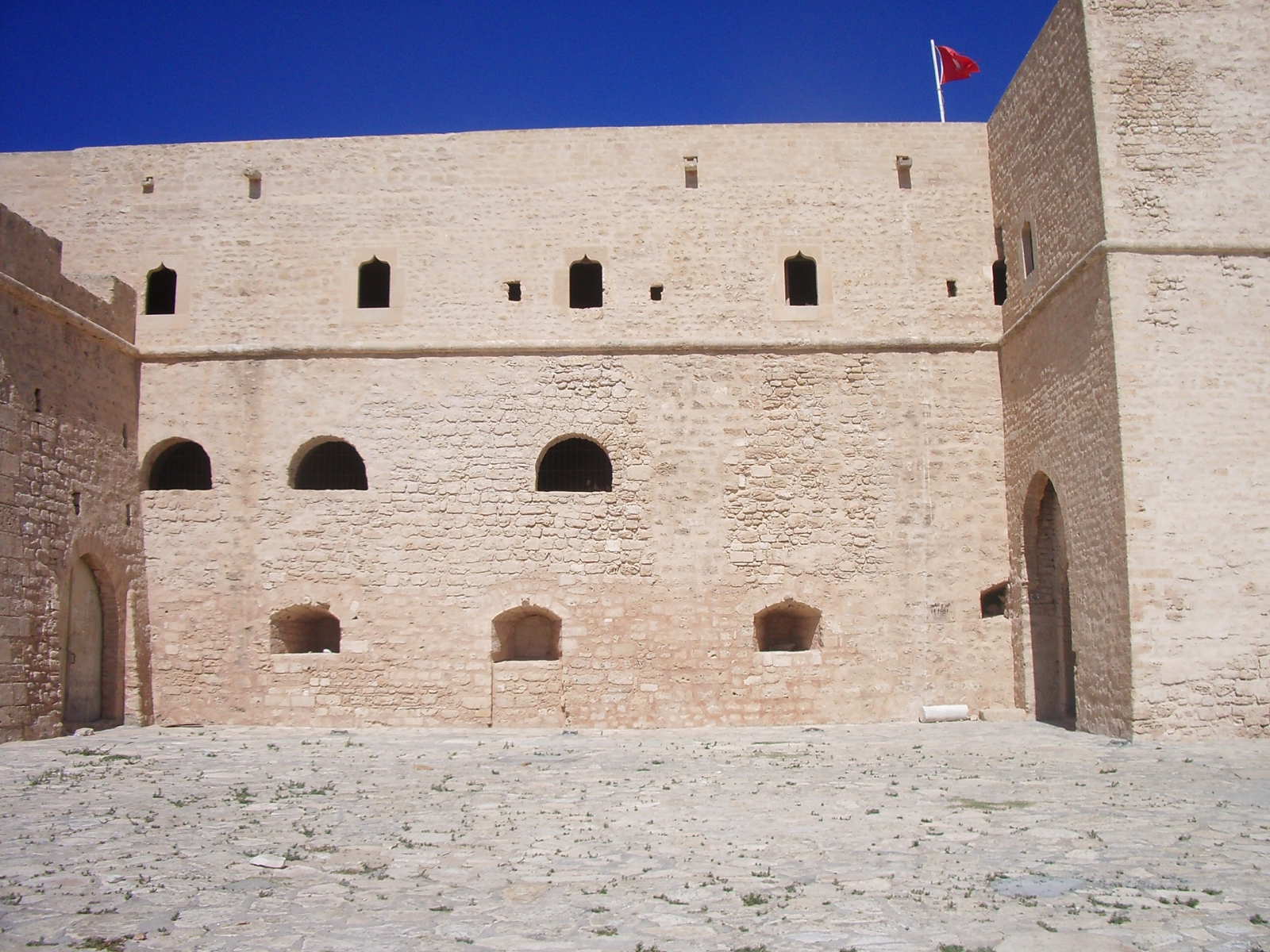
Bordj el Kebir

La fortalesa actual, a la que s'arriba fàcilment des de la ciutat vella, està mancada de cap decoració excepte alguns objectes a l'entrada i un parell de canons en mal estat a l'exterior; es pot visitar mitjançant pagament. Des de la part superior té magnífiques vistes a la ciutat, el port i el cementiri dels marins.